# Alnus cremastogyne
Alnus cremastogyne är en björkväxtart som beskrevs av Isaac Henry Burkill. Alnus cremastogyne ingår i släktet alar, och familjen björkväxter. Inga underarter finns listade.

## Bildgalleri

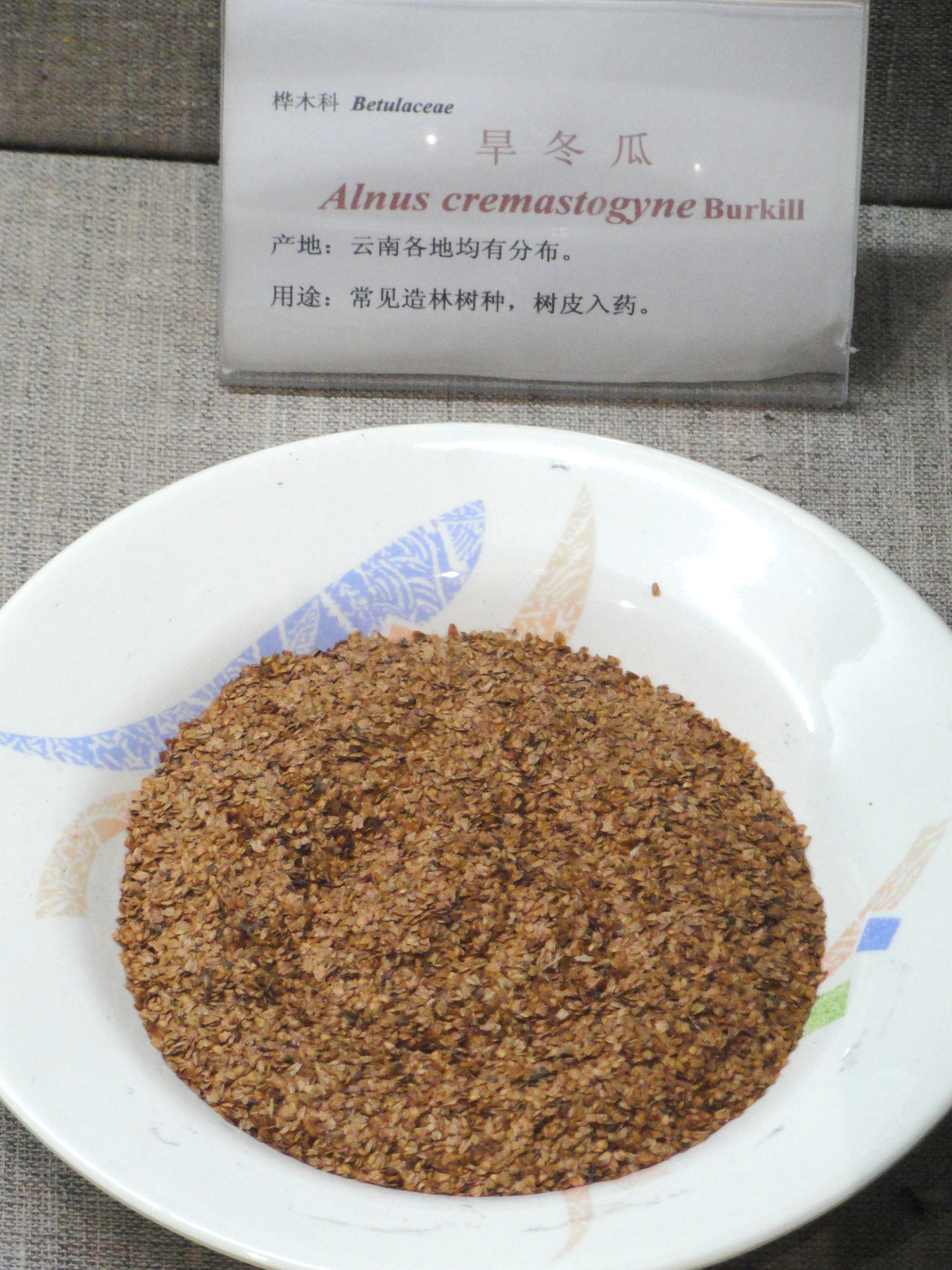